# ピープル・エキスプレス
ピープル・エキスプレス航空(PEOPLExpress Airlines)、通称ピープルエキスプレスは、1981年から1987年までの間運航していた、アメリカ合衆国の格安航空会社である。経営悪化の末に、1987年に東海岸路線の強化を狙ったコンチネンタル航空に買収された。

## 歴史

### 誕生と成長
イギリスで格安航空会社の走りであるレイカー航空を設立し、中短距離便のみならず、長距離便も格安運賃で提供する「スカイトレイン」サービスで業界を席巻したフレデリック・レイカーに触発されて、ドナルド・バーらが1981年に設立した。
機材はルフトハンザドイツ航空が手放したボーイング737型機を購入し、機材として用意した。ハブ空港にはニューアーク・リバティー国際空港を選定し、同空港の隅にある、長い間放置されていたターミナルを拠点として格安運賃で運航を始めた。
1981年4月30日、ニューアークとバッファロー、コロンバス、ノーフォーク間で運航を開始した。運航開始直後には隣接した線路を走るコンレールの貨物列車の敷地内でおきた事故により、ターミナルを閉鎖せざるを得なくなり、6月22日の運航を取りやめるといったトラブルにも見舞われたが、格安運賃が市場に受け入れられ急速に成長、1981年の末にはフロリダまで路線網を広げた。

### 国際線就航

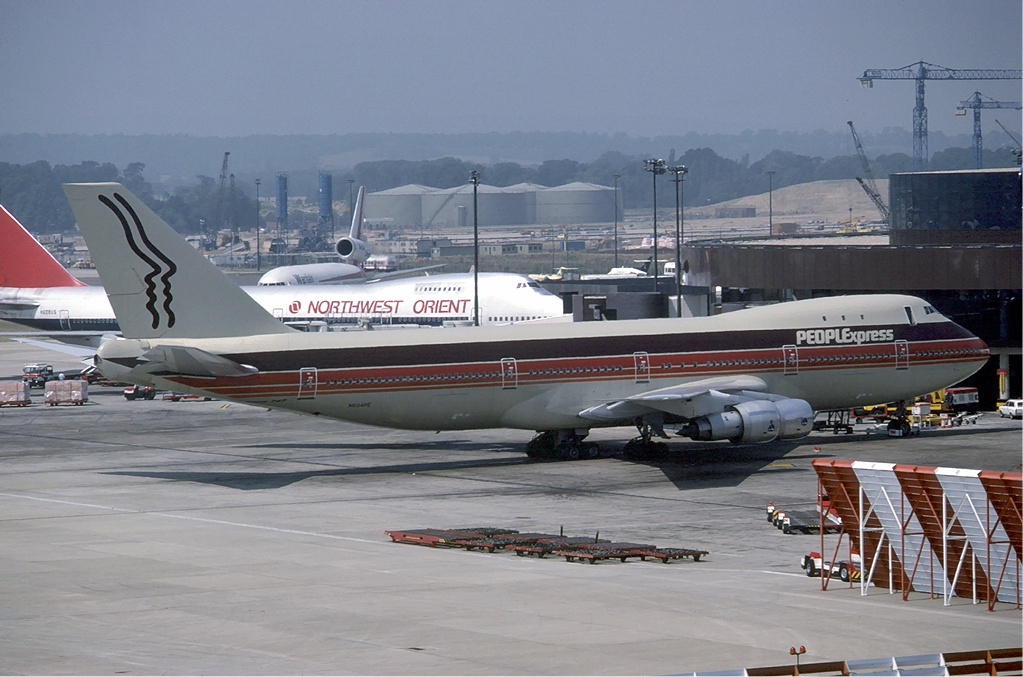
ロンドン・ガトウィック空港に駐機するピープルエキスプレスのボーイング747型機

また同社は設立3年目である1983年5月に、ブラニフ航空からリースされたボーイング747型機を使って、初の国際線であるニューアーク-ロンドン・ガトウィック空港間に就航した。同社はロンドンだけでなくフランクフルト線とパリ線の運航も申請していたが、格安運賃での運航が認められなかったため、やむを得ずロンドン線のみで運航することとなった。
前年のレイカー航空の消滅後に格安運賃競争が終息し、無風状態となっていた大西洋横断路線において、運賃を普通席で片道149ドルという激安運賃で販売したことで予約が殺到、数ヶ月にわたってチケットが即日完売という好評振りを博した。
のちに国際線としてブリュッセルとモントリオールへも国際線を拡大した。座席は原則全席普通席だったが、国際線にのみ「プレミアムクラス」という上級席を設定していた。

### 買収による拡大
同社は引き続き順調に成長し、1985年にはデンバーを本拠地とするフロンティアエアラインズを買収した(現在のフロンティア航空とは別物である。詳しくはフロンティア航空の項を参照)。フロンティアは古くから、アメリカでは労働組合の力が強い会社として知られていたため、労働組合のないピープルが同社を買収したことは、「ノンユニオンがユニオンを買った」として話題を呼んだ。
これにより同社はアメリカで5位の規模を誇る一大航空会社となり、さらに中西部を運航するブリット航空とニューイングランドやフロリダ州を運航するプロビンスタウン・ボストン航空を買収した。

### 大手航空会社による攻勢
こうしてピープルエキスプレスが大々的に躍進を続ける中で、古くからあった大手航空会社は同社を脅威に感じるようになる。そこでユナイテッド航空やデルタ航空、ブラニフ航空など大手数社がピープルと競合する路線において、採算を度外視した格安運賃を導入し顧客を奪いはじめた。
しかしピープルがその路線から撤退すると、翌日には以前の料金に戻すという手段を使ったために乗客から強い反発を受けた。このために、航空会社が一旦導入した運賃は一定期間変更できない制度が導入されるきっかけとなった。
なおこのような大手航空会社との直接競争が行われて以降、同社は大手航空会社が飛ばない路線を飛び始めるようになった。新しい相手はずばり、車であった。ドライブより安い運賃なら顧客を得られるという方針に転換したのである。事実、1984年ごろのピープルエキスプレスの時刻表には「FLYING THAT COSTS LESS THAN DRIVING(ドライブより安く)」と書かれていた。

### 経営悪化
しかし、買収した旧フロンティアエアラインズから移籍した職員による労働運動の一環としてストライキが起こった。さらには機内サービスが無料でなされていたフロンティアエアラインズの顧客たちも反発しはじめるようになる。これに伴い、機内の改修やマイレージプログラムの導入計画、そして画期的だった一律運賃も変更を迫られた。
この様に、社風も顧客層も違ったフロンティアエアラインズの買収は結果的には完全なる失敗に終わった。機内サービスやマイレージを導入したことでコスト高となったうえに、フルサービスを提供する大手航空会社によるピープルエキスプレスを狙い撃ちした低価格攻勢に見舞われ、顧客を奪われ始めたピープルエキスプレスの経営状況は徐々に悪化し始め、1986年6月には信託銀行と組んで同社の全部または一部を買収してくれる会社を探し始めるようになった。だが、ユナイテッド航空とのフロンティアエアラインズの売却交渉は決裂するなど、うまくいかなかった。

### 消滅

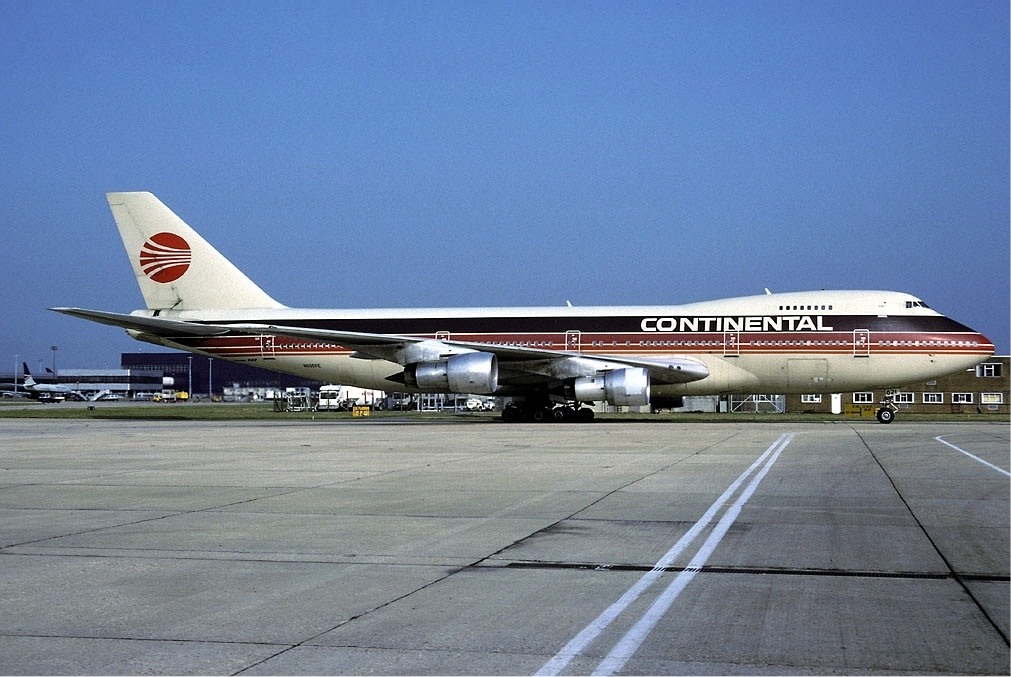
コンチネンタル航空のロゴが描かれたボーイング747

交渉の後ピープルは、航空会社の持ち株会社であるテキサスエアー社へ自社すべてそっくり、約1億2500万ドル(約205億円)で売却することとした。だがテキサスエアーは、取引内容に心配を抱き、フロンティア航空の部分だけを1億7600万ドル(約290億円)で購入した(フロンティア単体のほうが高値なのは、ピープルが負債を抱えていたためである)。
こうして1987年2月1日、ついにピープルエキスプレスは航空会社として運航を継続できなくなり、東海岸路線を強化したかったコンチネンタル航空が買収することで同社の運航路線・機材を引き継いだ。現在コンチネンタル航空がハブ空港としているニューアーク空港の発着の権利はこのとき獲得されたものであり、コンチネンタル航空がユナイテッド航空と合併した後もユナイテッド航空にとってはシカゴやヒューストンと並ぶハブ空港となっている。

## 特徴

### 格安運賃
ピープルエキスプレスは、大手航空会社に比べて格安かつ、航空券をいつ買っても同じ料金・機内の客はみな同額を払って乗るというシンプルな運賃体系を構築した(多客期には一部値上げした)。つまり現在主流である事前購入運賃を設定しなかったのである（なお当時はインターネットによる直販のみならず、インターネットそのものが存在しなかった）。例えば、ニューアーク - ワシントン間は平日は基本40ドル、ただし19時以降の出発便は27ドル、さらに休日は終日27ドルという運賃などである。
また同社は、この一律運賃体系を逆手にとって、現在では考えられない運賃徴収方法を採用した。それは、空港では予約客や当日の飛び込みの(ゴー・ショー)客にもとりあえず搭乗券を渡し、そしてそのまま出発、機内で運賃を徴収するというものだった。これも一律運賃であったからできた芸当であった。

### サービス削減
コスト削減のため、多くの格安航空会社同様に、水以外の無償の機内サービスは存在せず、ソフトドリンク(ソーダ1缶)・スナック(ピーナッツ)は50セント、スナックパック(チーズ・クラッカー・サラミの詰め合わせ)が2ドルで販売された。
また、空港での荷物扱いのコストを削減するため、機内に荷物を持ち込むことを勧めていた。預かり荷物は1個まで無料だが、2個目から1個につき3ドル徴収した(アメリカ初)。
現在ではセキュリティーチェックの観点から、機内持ち込みの荷物は少ないほど歓迎されるが、同社はまったく逆の手法をとっていた。そのため荷物の棚は大型に改造してあった。

## 使用機材
同社の保有機材はすべてコンチネンタル航空へ引き継がれている。ほとんど中古機だった。

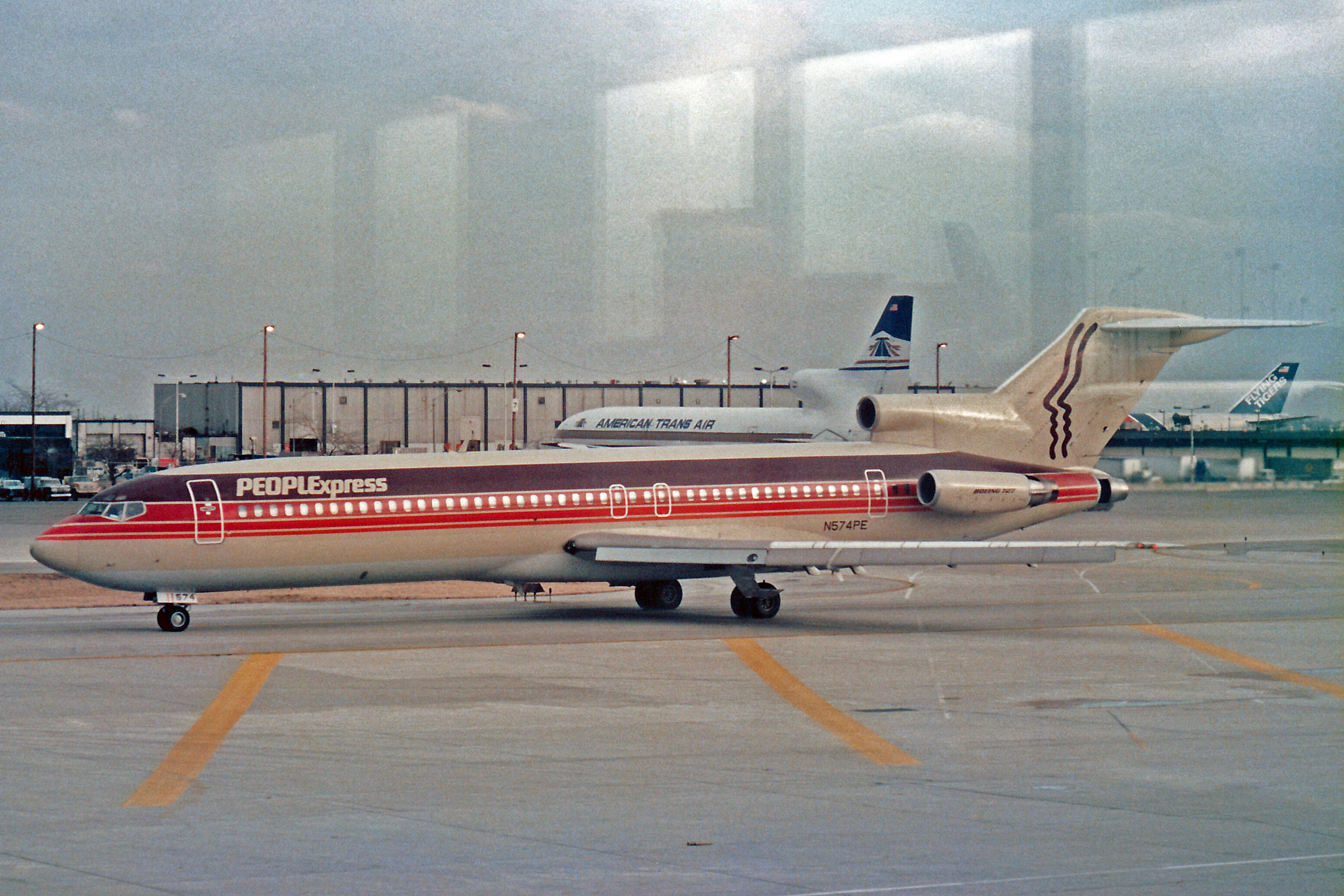
ボーイング727-200
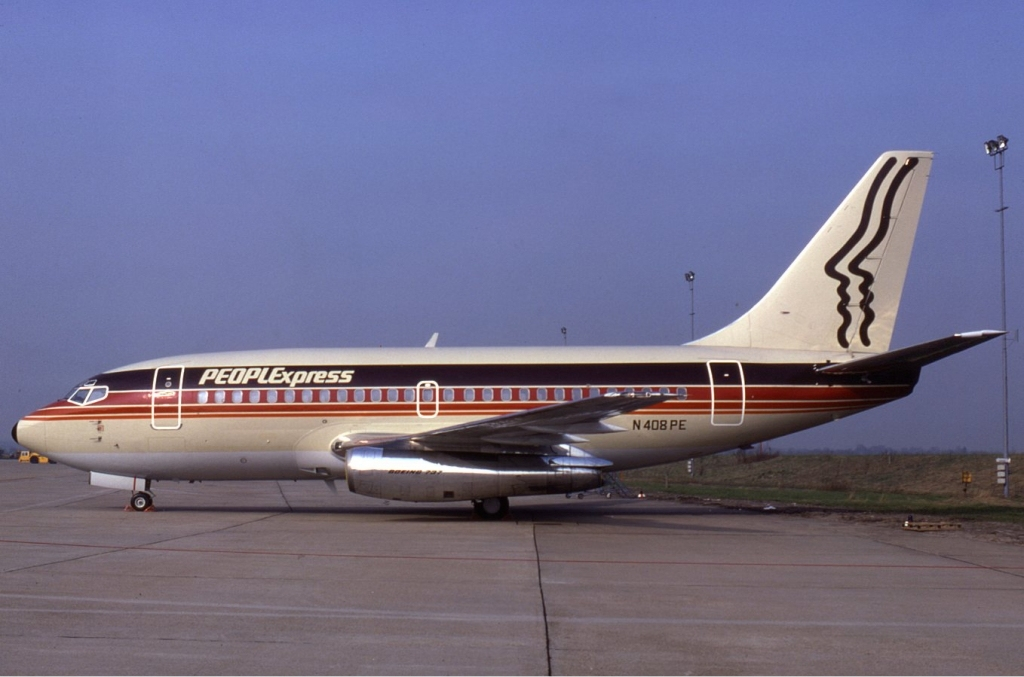
ボーイング737-100
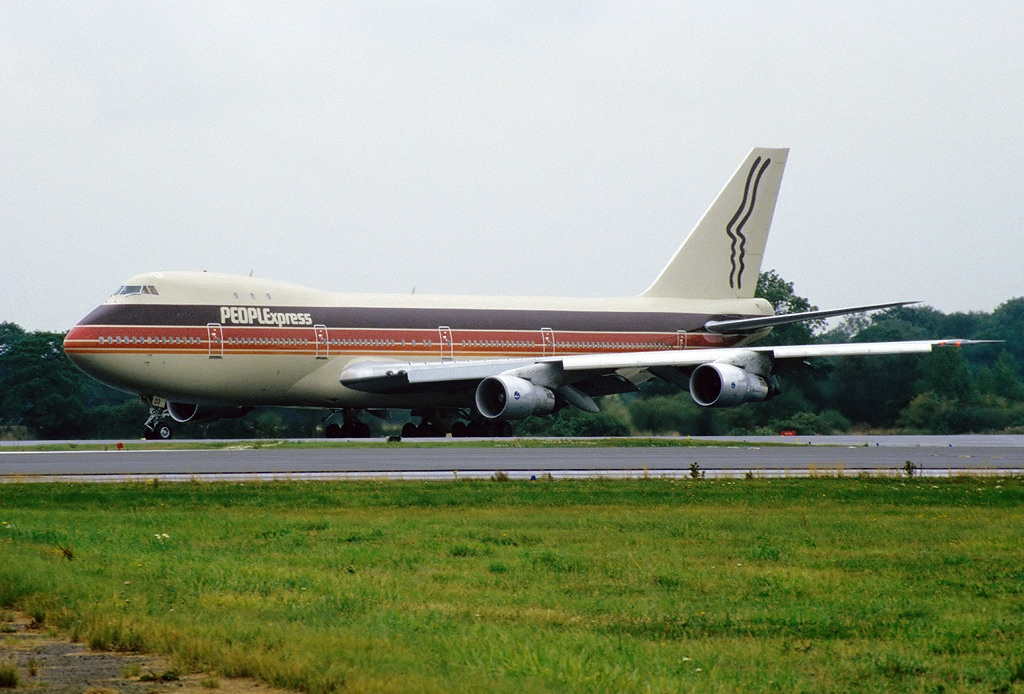
ボーイング747-100
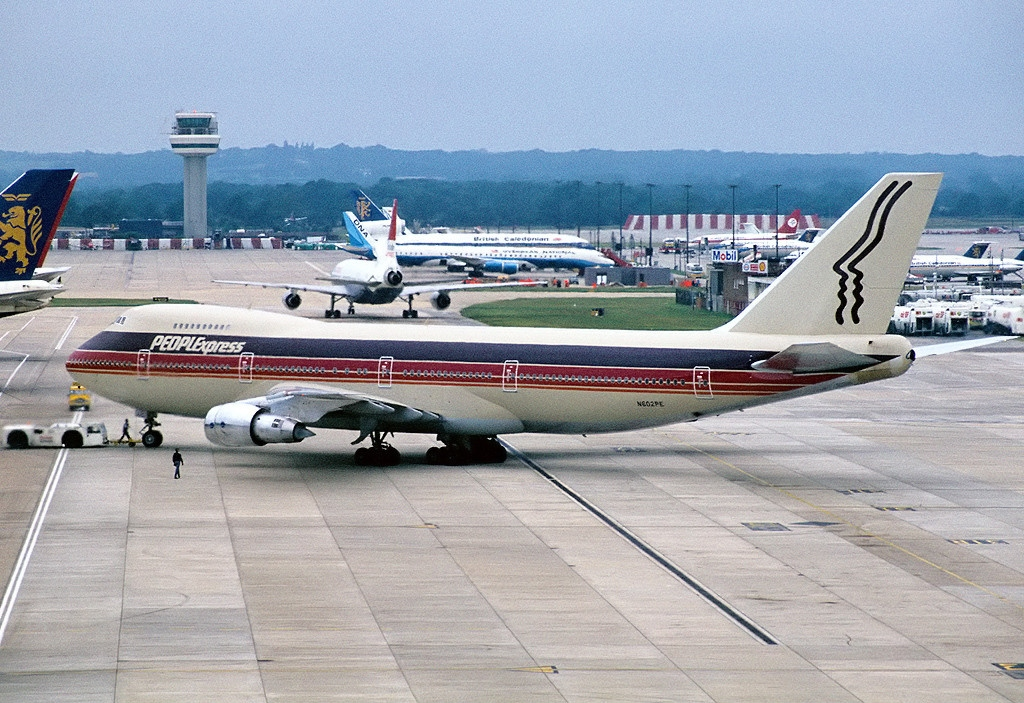
ボーイング747-200

## ピープル・エキスプレス(2代目)

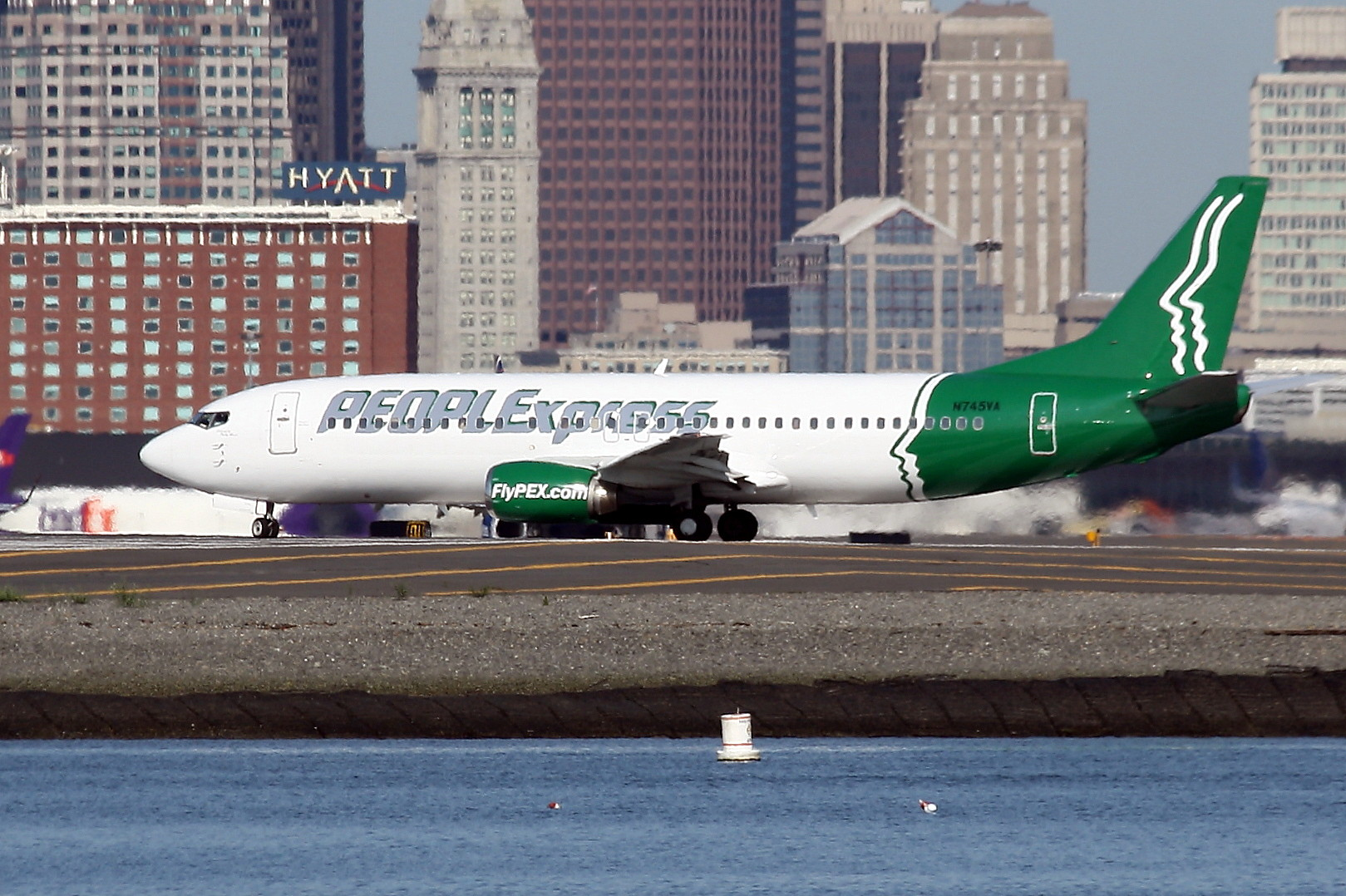
ボストン・ローガン空港での2代目ピープルエキスプレスのボーイング737型機

2012年に、ピープル・エキスプレスの元従業員であったマイケル・モリシ(Michael Morisi)は、2代目のピープル・エキスプレス（People Express Airlines (2010s)）を立ち上げた。同社はバージニア州ニューポートニューズ空港をハブ空港として、大手航空会社があまり就航していないアメリカ東海岸の小規模な都市を目的地とした。
また、機体は中古のボーイング737型機を用い運賃は大手航空会社の約6割程度に抑える予定とし、機体のデザインは初代と異なるものの、人の横顔をデザインした尾翼、そしてロゴマークは初代のものを踏襲した。
当初は2012年度中の就航を目指していたが延期され、2014年6月30日にビジョン航空に委託しボーイング737-400を用いて運航を開始。数年以内にFAA認証を受け独立運航を予定していたが、同年9月26日に10月16日までの運航休止を表明し、その後10月16日に運航停止となり2015年1月にはニューポートニューズ空港から退去した。
その後2017年にバージニア州の監査でニューポートニューズ空港を管理するPAC（Peninsula Airport Commission）が本航空に500万ドルの融資を行ったことが問題視され、2019年に2代目法人の代表を務めたマイケル・モリシに詐欺罪と連邦税の虚偽申告で懲役2年が求刑された。